# Adolf von Tiedemann

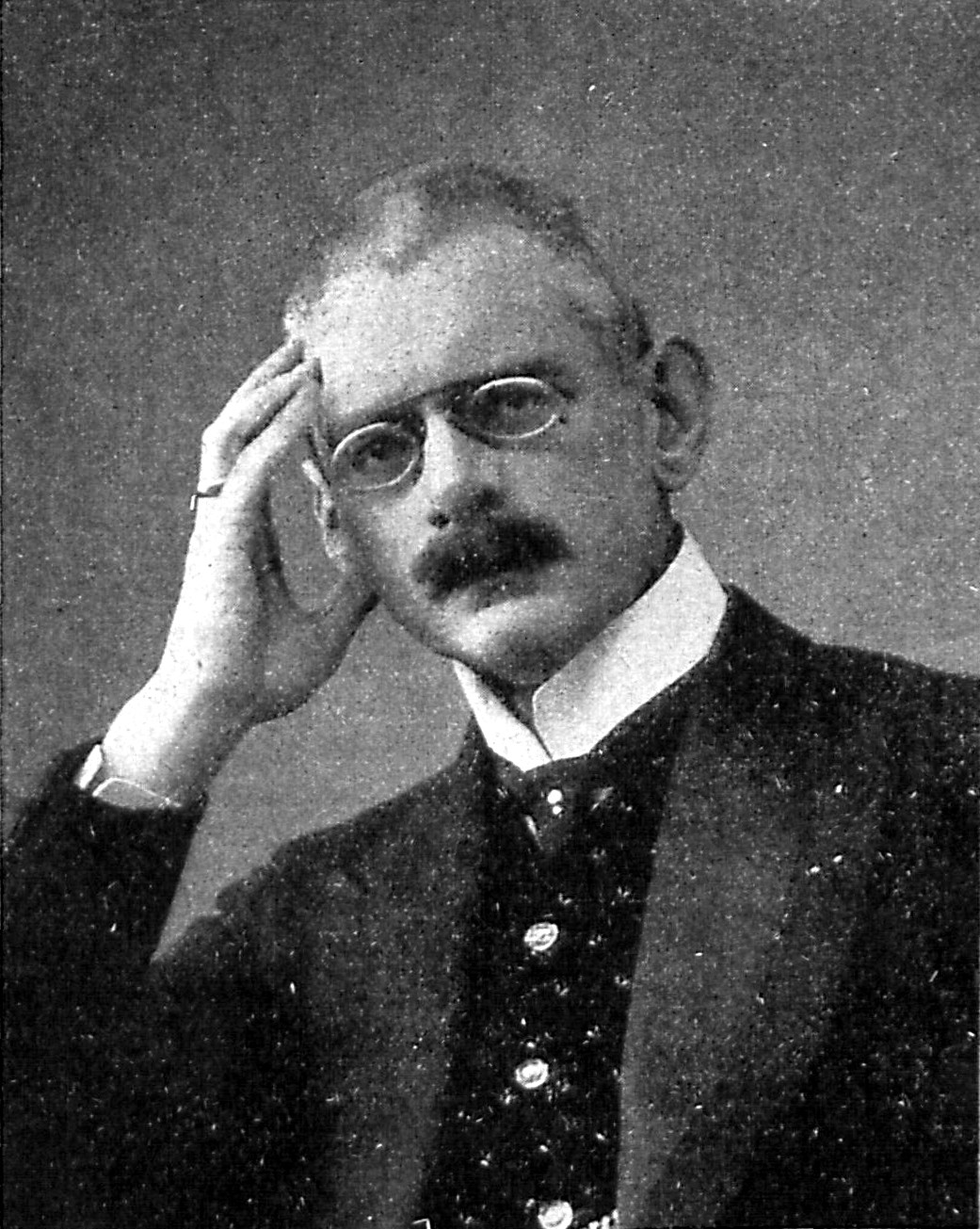
Major a. D. Adolf von Tiedemann

Adolf von Tiedemann (* 24. Januar 1865 in Süderstapel, Schleswig-Holstein, österreichisch-preußisches Kondominium; † 7. April 1915 in Frankfurt am Main) war ein deutscher Offizier, Kolonialist und Publizist.

## Leben

Der junge Adolf von Tiedemann

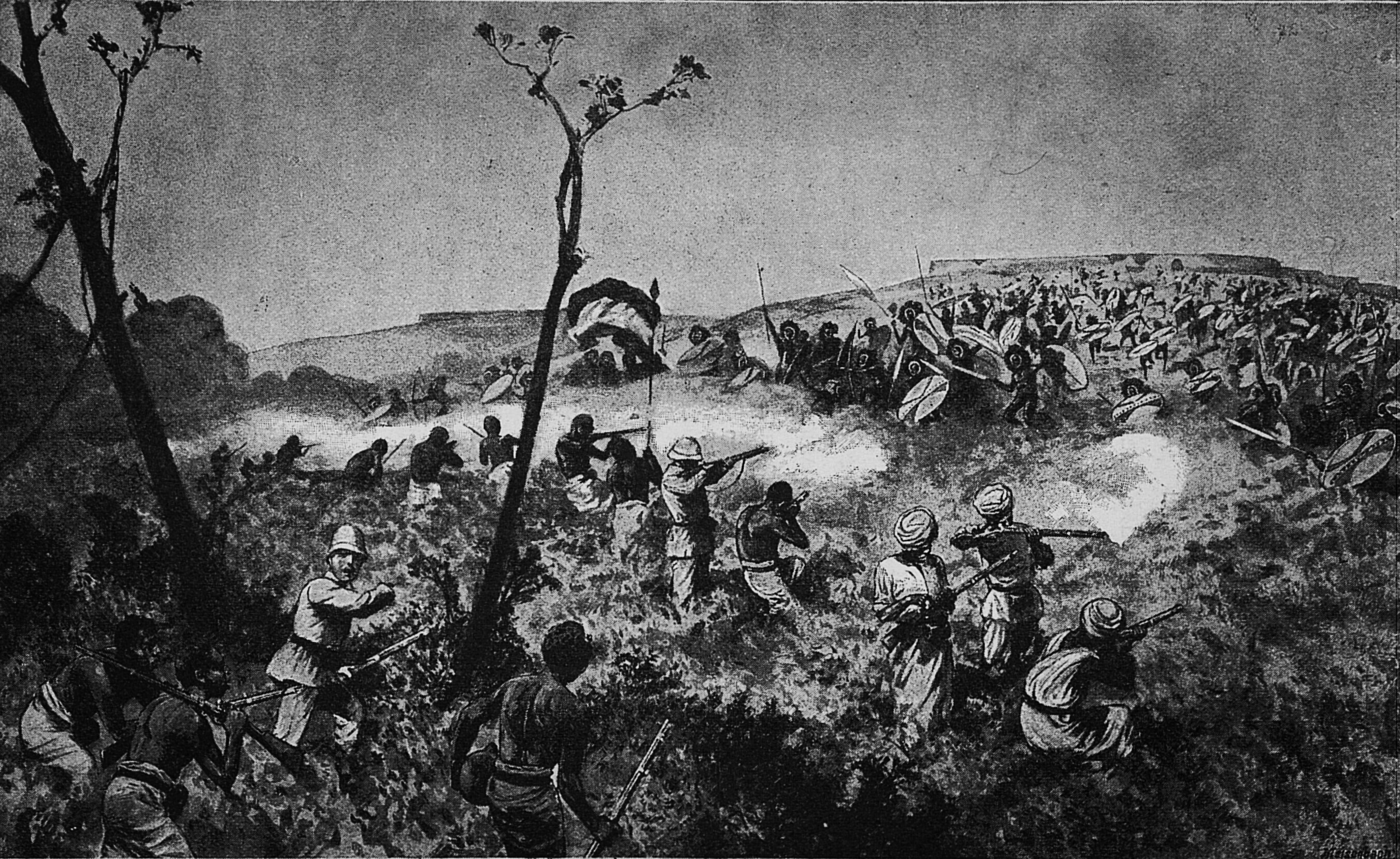
Adolf von Tiedemann und Carl Peters als Expeditionsleiter im Kampf gegen Massai (Illustration von Rudolf Hellgrewe und Georg Meisenbach aus Carl Peters’ Die deutsche Emin-Pascha-Expedition)

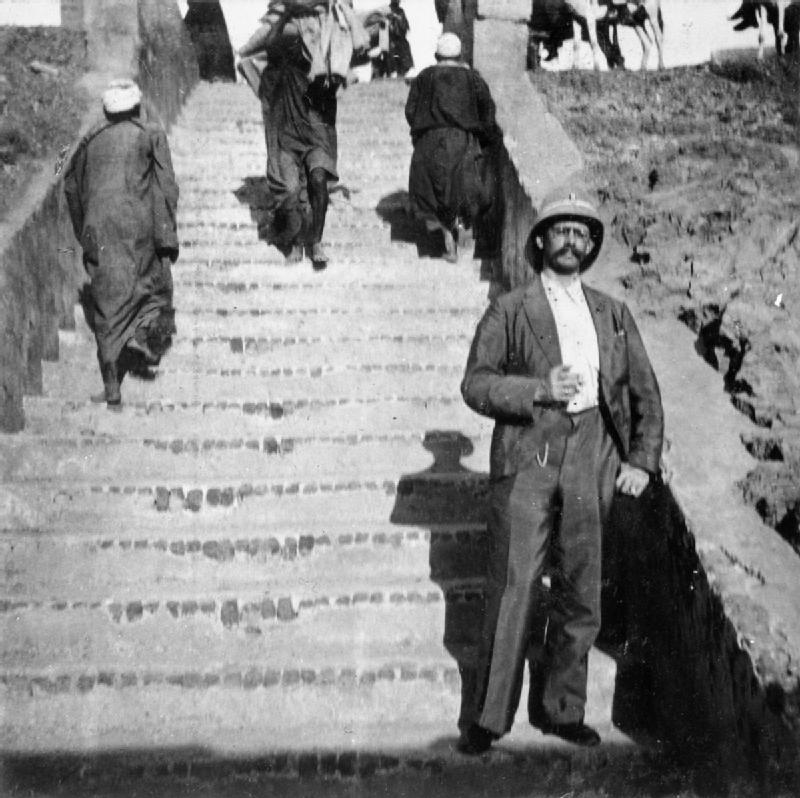
Adolf von Tiedemann in Ägypten, 1898 (möglicherweise in Assuan)

### Herkunft
Tiedemann wurde als Sohn des Wirklichen Geheimen Rates Christoph von Tiedemann in Süderstapel geboren. Dieser war mehrere Jahre Vortragender Rat in der Reichskanzlei, dann Regierungspräsident in Bromberg.
Seine Erinnerungen an Bismarck fasste er in einem seinerzeit als lesenswert beachteten Buch zusammen. Ursprünglich war „Persönliche Erinnerungen an den Fürsten Bismarck“ nur ein in der Historischen Gesellschaft für den Netze-Distrikt in Bromberg am 18. November 1897 gehaltener Vortrag.

### Militärlaufbahn
Seine Jugend verbrachte Tiedemann in Flensburg, Berlin und der Rheinprovinz. Von 1875 und 1877 besuchte er das Französische Gymnasium Berlin und nachfolgend die Kadettenanstalten in Potsdam und Lichterfelde. 1883 wurde von Tiedemann Fähnrich und dem in Belgard (Pommern) stationierten Pommerschen Dragoner-Regiment Nr. 11 überwiesen. Hier wurde er Dragonerleutnant und entwickelte sich zu einem „schneidigen“ Reiter.
Tiedemann reiste am 20. Februar 1889 nach Aden (Afrika) und schloss sich der von Carl Peters geleiteten Expedition zur Befreiung Emin Paschas (Deutsche Emin-Pascha-Expedition) an. Im Anschluss reiste er weiter zu ostafrikanischen Insel Lamu, um schließlich mit Carl Peters von Witu aus den Tana aufwärts über den Nil zum Victoriasee zu wandern. Dabei kam es zu Kämpfen mit Kriegern aus dem Volk der Massai. Das offizielle Ziel der Reise war das Auffinden des vom Westen abgeschnittenen Gouverneurs Eduard Schnitzer (auch Emin Pascha). Im Wesentlichen wollten Peters und von Tiedemann aber durch sogenannte „Schutzverträge“ eine Vergrößerung des deutschen Kolonialgebiets in Ostafrika erreichen. Beide Ziele wurden verfehlt: Emin Pascha war bereits mit dem ebenfalls zu seiner Rettung aufgebrochenen Henry Morton Stanley zusammengetroffen und König Mwanga II. von Buganda ließ sich nicht zur Souveränitätsabtretung hinreißen. Versuchte Landnahmen am Tanaufer und Baringosee wurden durch das britisch-deutsche Abkommen von 1890 überholt. Allerdings traf die Expedition im Anschluss doch noch auf Emin Pascha, der sich später in deutsche Dienste stellte. Am 16. Juli 1890 erreichten Peters und von Tiedemann bei Bagamoyo wieder den Indischen Ozean. Am 4. August 1890 reiste von Tiedemann über Sansibar zurück nach Europa. Er hielt Vorträge für die Deutsche Kolonialgesellschaft und veröffentlichte auf Grundlage seiner Tagebuchnotizen 1892 das Buch Tana, Baringo, Nil, das bis 1915 in mehreren Auflagen erschien. Er kehrte zunächst in sein Regiment zurück, ging aber im Oktober 1892 an die preußische Kriegsakademie.
Als Major des preußischen Generalstabs nahm er als Militärattaché auf Herbert Kitcheners Feldzug nach Omdurman und Chartum gegen den Mahdi im Sudan teil und Kitchener verlieh ihm die „Ägyptische Feldzugs-Medaille“. Auch hierüber veröffentlichte er später ein Buch.
Ein kolonialpatriotisches Personenlexikon, herausgegeben 1894 von Conrad Weidmann, beschreibt von Tiedemann als energischen, tatkräftigen Expeditionsteilnehmer und seinen Reisebericht als „fesselnd“. Carl Peters, der wegen schwerer Vergehen an Afrikanern seinen Posten in Deutsch-Ostafrika verlor, lobte von Tiedemann in seinen Erinnerungen als loyalen Weggefährten.
Auf Graf Waldersees Feldzug nach China gehörte er dessen Stab an. In China zog sich Tiedemann seine Krankheit, deren Anfänge in Entbehrungen und Strapazen der Emin-Pascha-Expedition lagen, zu. In der Heimat arbeitete er die meiste Zeit im Großen Generalstab von Berlin. Nachdem er krankheitsbedingt aus dem aktiven Dienst ausgeschieden war, zog er mit seiner Familie nach Lübeck. Dort lebte er noch mehrere Jahre. Zu Beginn des Ersten Weltkriegs schickte er seine Medaille an den inzwischen das Amt des britischen Feldmarschalls bekleidenden Lord Kitchener zurück. Während seiner letzten Jahre war Tiedemann ans Bett gefesselt.
Auf seiner Suche nach Heilung in einem Frankfurter Sanatorium verstarb Tiedemann. Die Beisetzung des in einem auswärtigen Krematorium Eingeäscherten fand auf dem Lübecker Allgemeinen Gottesacker in Anwesenheit von Mitgliedern des Lübeckischen Senates, zahlreicher Offiziere und einer Abordnung des „Vereins ehemaliger China- und Afrikakrieger“ statt.

## Familie
Er heiratete am 20. Juli 1892 die New Yorkerin Emma Adolfine Christine Moller (* 23. Oktober 1870). Das Paar hatte mehrere Kinder:
- Frances Mathilde Luise (* 11. August 1893) ⚭ 1916 Richard Witting, Landwirt
- Elsie Adelheid Frieda Gerda (* 4. Januar 1895)
- Emily Mathilde Marie (* 13. Februar 1896)
- Alexander Matthias Maximilian Christoph Kenneth (* 21. Juli 1897)

## Werke (Auswahl)
- Tana, Baringo, Nil – Mit Karl Peters zu Emin Pascha. Walter & Apolants, Berlin 1892. Digitalisat bereitgestellt durch British Library
- Aus Busch und Steppe – Afrikanische Expeditionsgeschichten. Winckelmann & Söhne, Berlin 1905.
- Mit Lord Kitchener gegen den Mahdi: Erinnerungen eines preußischen Generalstabsoffiziers an den englischen Sudanfeldzug. Verlag C. A. Schwetschke & Sohn, Berlin 1906.